# Église de l'Entrée du Christ à Jérusalem
L'église de l'Entrée du Christ à Jérusalem (en russe : Церковь Входа Господня в Иерусалим), ou de la fête des Rameaux, est une église située au centre de Souzdal, entre la galerie du commerce et les fortifications en terre qui entourent le kremlin de Souzdal. Construite de 1702 à 1707, elle formait au XVIIIe siècle un ensemble architectural avec l'église voisine qui est une église chauffée : l'église de Paraskeva. De plus, un clocher avec toit en forme de tente existait alors entre les deux édifices. L'ensemble était entouré d'un petit mur d'enceinte en brique, avec porche d'entrée en pierre couvert d'une petite coupole cruciforme qui ont disparu.

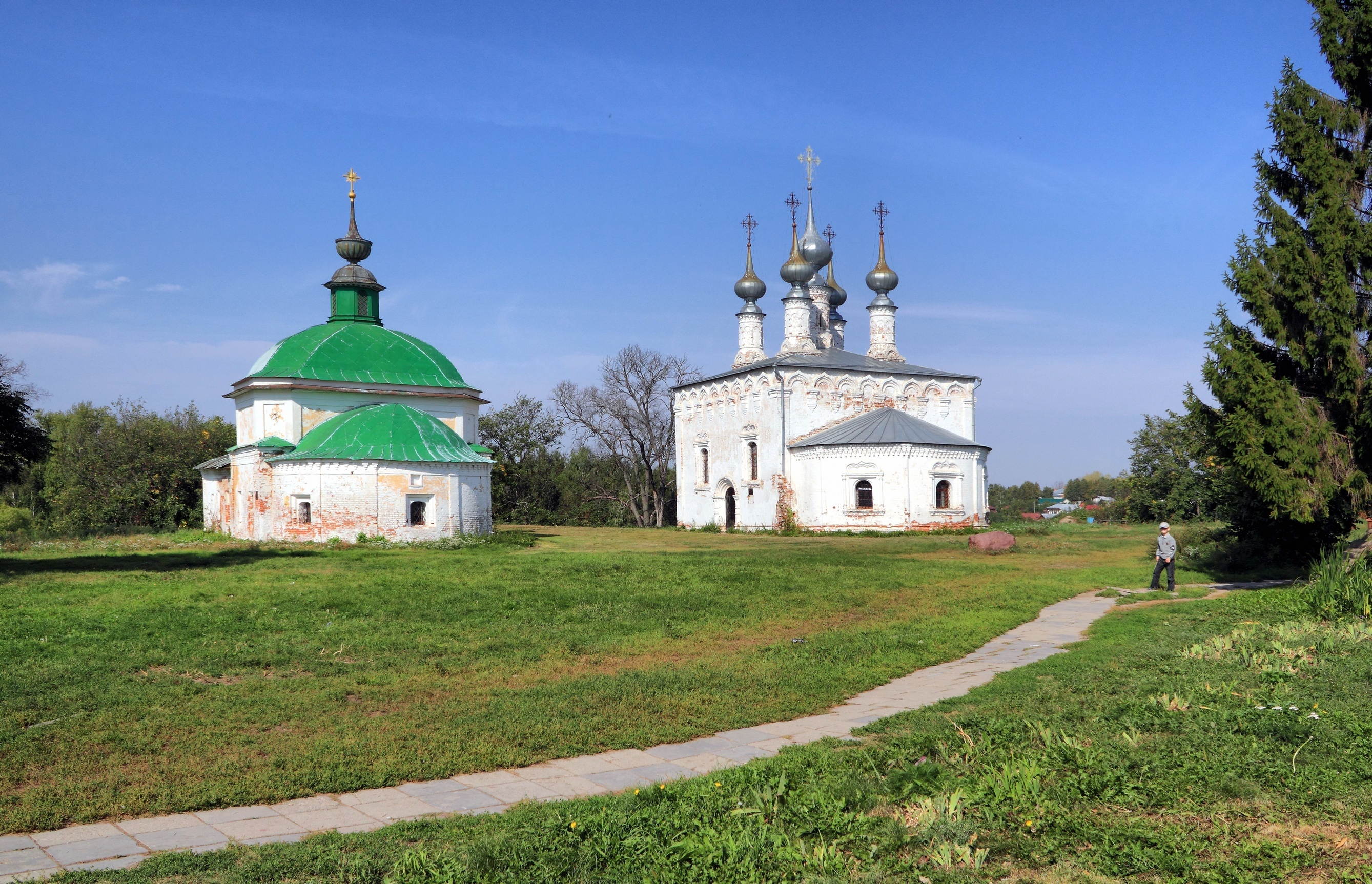
Église de l'Entrée du Christ à Jérusalem et église voisine de Paraskeva.

## Architecture
Cette église d'été a été construite à l'emplacement de l'église en bois Piatnitska disparue du fait de sa vétusté. Les bâtiments sont typiques de l'architecture de Souzdal. Le volume de base est quadrangulaire et bordé, sur tout son pourtour, de sculptures soutenues par de petites consoles en guise de corbeaux. Trois portails (sud, est et ouest) servent d'entrée à l'édifice. Du côté oriental, s'appuie une abside importante sur un demi-cercle. Les murs sont lisses et les fenêtres garnies de chambranles aux dessins originaux. Lors de sa construction, l'église avait cinq dômes, mais au XVIIIe siècle, quatre furent détruits, puis reconstruits dans les années 1990.

## Liens
- (ru) photo ancienne : Входо-Иерусалимская церковь в начале XX века
- (ru) photo ancienne : Входо-Иерусалимская церковь с колокольней в начале XX века
- (ru) vidéo panoramique :Круговая панорама Входо-Иерусалимской церкви
- (ru) suite de photos : Галерея изображений храма в Реестре храмов России